# Guy Fournet
Pour les articles homonymes, voir Fournet.
Guy Fournet, né le 7 juin 1921 à Paris 10e et mort le 8 août 2008 à Créteil, est un avocat de la Cour d'appel de Paris fortement impliqué dans le monde sportif associatif.
Membre du comité directeur de la Fédération française de basket-ball, il assure la quatrième présidence de la Fédération sportive et culturelle de France de 1965 à 1972.

## Biographie

### Parcours professionnel
Né dans le 10e arrondissement de Paris, il commence ses études au lycée Carnot puis à l'école Saint-Charles de Juvisy-sur-Orge pour les poursuivre à la faculté de droit de l’Université de Paris (Sorbonne) avant d'intégrer la cour d'appel de Paris où il crée un groupe sportif d'avocats basketteurs et côtoie Gilbert Olivier, futur directeur de l’École supérieure des sciences économiques et commerciales (ESSEC).

### Parcours associatif
Il est inscrit dès l'âge de 12 ans à l'association sportive Saint-Charles de Juvisy puis à la Domrémy de Paris (13e arrondissement), patronage paroissial affilié à la Fédération gymnastique et sportive des patronages de France (FGSPF) devenue en 1947 Fédération sportive de France (FSF). Il s'y consacre d’abord au basket-ball et au tennis de table puis, plus tard, au groupe théâtral et à la colonie de vacances dont il est moniteur. Après la guerre, il s’engage plus avant dans les structures du monde sportif associatif et il est membre du comité directeur de la Fédération française de basket-ball (FFBB) quand il est sollicité, en 1956, par son confrère du barreau de Paris, Gilbert Olivier, pour le rejoindre au comité central de la FSF.

## La Fédération sportive (puis culturelle) de France

### La politique intérieure

Logo originel de la FSCF.

Coopté en 1958, il est vice-président en 1960 et succède à Gilbert Olivier à la présidence nationale en 1965,.
Le 7 janvier 1966 il signe le protocole liant la Fédération française d'athlétisme (FFA) aux fédérations affinitaires : la FSF, la Fédération sportive et gymnique du travail (FSGT) et l'Union française des œuvres laïques d'éducation physique (UFOLEP).
Il gère le contexte socio-politique qui suit les évènements de mai 1968 et celui de la prise de recul de l’Église de France vis-à-vis des œuvres en général, au prétexte de l’application du concile Vatican 2.
La réflexion induite par la concomitance de ces évènements entraîne la création d’un groupe de réflexion sur l’affinité confié à son futur successeur, Jacques Gautheron. Ce travail débouche en 1985 sur la publication de l’ouvrage Vers quel homme ? Par quels chemins ?.
C’est également sous sa présidence que se met en place une importante réflexion sur l’éveil des jeunes aux responsabilités accompagnée d’un considérable effort de formation. Enfin, sous son mandat, la FSF devient, en 1968, la Fédération sportive et culturelle de France (FSCF) et le siège social historique de la place Saint-Thomas d’Aquin — où la Fédération française de football (FFF) a été créée en 1919 — est transféré rue Cernuschi.

### Le développement d’une politique extérieure
Très soucieux des affaires internes, il laisse une grande latitude au secrétaire général Robert Pringarbe et à ses adjoints Gérard Lollier puis Jean-Marie Jouaret pour représenter la fédération auprès des pouvoirs publics et prendre place dans le mouvement sportif et associatif. La publication, en 1967, par François Missoffe, d’un Livre blanc de la jeunesse a pour effet de réunir pour la première fois les grandes fédérations affinitaires autour d’une réflexion commune où elles réaffirment leur attachement aux valeurs culturelles liées à la pratique sportive. Cette réflexion est suivie d’un engagement de la fédération dans les structures suivantes :
- le Comité pour les relations nationales et internationales des associations de jeunesse et d'éducation populaire (CNAJEP) ;
- l'Organisation centrale des camps et activités de jeunesse (OCCAJ) ;
- l'Union nationale des centres sportifs de plein air (UCPA) née, en 1965, de la fusion de l’Union nautique de France (UNF) et de l’Union nationale des centres de montagne (UNCM)[J 7] ;
- le Conseil français des mouvements de jeunesse (CFMJ) ;
- l'Association de cogestion pour les déplacements à but éducatif des jeunes (COGEDEP) ;
- l'Office franco-allemand pour la jeunesse (OFAJ) à ses débuts.

La FSCF siège au Haut comité de la jeunesse et des sports.
Les bons rapports entretenus avec la direction technique nationale de la gymnastique permettront aux cadres techniques de la FSCF d’être largement représentés dans la mise en place des brevets d’État d'éducateurs sportifs (BEES) dès 1967.
La liberté d’action qu’il laisse à son secrétaire général Robert Pringarbe — qui représente la fédération au sein du Comité national des sports (CNS) — permet à celui-ci d’œuvrer à la création du Comité national olympique et sportif français (CNOSF) et d’en devenir le premier secrétaire général en 1972,, année où il laisse lui-même la présidence de la FSCF à Jacques Gautheron.

## Notoriété
Durant ses deux mandats de président de la FSF/FSCF (1965-1972) et au-delà, il reste l’avocat de la FFBB. Son engagement bénévole est reconnu par :
- Chevalier de la Légion d'honneur (17 avril 1981)[6] ;
- Chevalier de l'ordre des Palmes académiques[7] ;
- Médaille de la jeunesse, des sports et de l'engagement associatif, or[8].

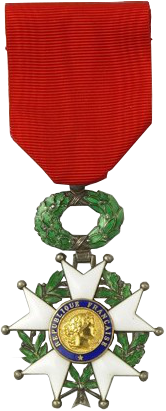
médaille de chevalier de la Légion d’honneur
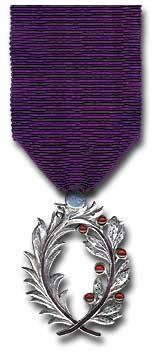
médaille de chevalier des Palmes académiques
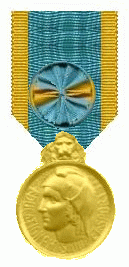
médaille d’or de la jeunesse et des sports